# Parabathymyrus karrerae
Parabathymyrus karrerae és una espècie de peix pertanyent a la família dels còngrids.

## Descripció
- Nombre de vèrtebres: 156-160.
- 207 radis tous a l'aleta dorsal.
- 158 radis tous a l'aleta anal.
- Pupil·les estretes i verticals.[5]

## Hàbitat
És un peix marí i batidemersal que viu entre 260 i 405 m de fondària.

## Distribució geogràfica
Es troba a l'Índic occidental: la costa nord-occidental de Madagascar.

## Observacions
És inofensiu per als humans.